# ヤクラ
ヤクラ（Jacula）は、アントニオ・バルトチェッティ、ドリス・ノートン、オルガニストのチャールズ・ティリング、霊媒となるフランツ・ポルテンジーによる実験として、1969年にミラノで結成されたイタリアのプログレッシブ・ロック・バンドである。
ヤクラの音楽は、初期のプログレッシブ・サークルの時代には革新的であると考えられていたが、ピンク・フロイド、ジェネシス、ジェントル・ジャイアントなどの新しいプログレッシブ・ロック・シーンのグループによりつくられた音楽が出現してきた時代において、このジャンルのほとんどのファンやアナリストから、暗くて奇妙なものとみなされた。
このバンドは実験的なものであり、創設者であるアントニオ・バルトチェッティから「若さゆえの過ち」とラベル付けされてしまったため、ヤクラのディスコグラフィは比較的小さい。
このグループは2枚のアルバムを完成させている。2001年にかなり改変されたバージョンでリリースされたアルバム『密教の秘儀』は、オルガン、ピアノ、その他のサウンド・エフェクトが重ね合わせられていた。アルバム『サバトの宴』は、フィアッマ・デッロ・スピリト (Fiamma Dello Spirito)の女性ボーカルをフィーチャーし、レ・オルメなどイタリアン・アンダーグラウンド・シーンのバンドの影響を受けたサウンドであった。1970年代、ヤクラは、同じラインナップを維持しながら、アントニウス・レックスに名前を変更した。
約40年後、ヤクラは再編し、2011年5月に3枚目のスタジオ・アルバム『Pre Viam』をリリースした。

## ディスコグラフィ

### アルバム
- 『サバトの宴』 - Tardo Pede In Magiam Versus (1972年)[3]
- 『密教の秘儀』 - In Cauda Semper Stat Venenum (2001年)[3]
- Pre Viam (2011年)[5][6]